# 木村豪
木村 豪（きむら まさる、1971年 - ）は、日本のアニメーター。ufotable所属。作品によって木村豪（きむら ごう）と表記されることもある。

## 人物
1971年生まれ。テレコム・アニメーションフィルム出身。退社後はスタジオジュニオやSynergySPを中心に原画マンとして活動。『爆転シュート ベイブレード』シリーズや『B-伝説! バトルビーダマン』シリーズにてメカニックデザインを務め、『爆球Hit! クラッシュビーダマン』にてキャラクターデザインを務めた。ufotableには同社のテレビアニメ初受注作品である『ヴァイスクロイツ グリーエン』から多数の作品に参加しており2007年から正式にufotable所属アニメーターとなる。
ufotableを代表するアクションアニメーターの一人であり、社内では小船井充、國弘昌之と並び「ufotable動かし屋トップメンバー」といわれている。2017年放送のテレビアニメ『活撃 刀剣乱舞』では実際に居合や抜刀術などの剣術指導を受けたうえでアクション原画の要となる剣戟アニメーターの役職を小船井、國弘と共同で務めた。アクションアニメーターと紹介されることが多いが、木村は自身のことをアクションアニメーターとあまり意識していない。
ufotableのスタッフ陣からは「早い時間に出社し、しっかりと定時に帰宅するが、それでも凄いカット数を速いスピードで描いている」「地に足のついたアクションを描き、それ以外の派手ではない地味で大変な物量のカットもしっかり描く」と評されており、その速さから1つのテレビアニメ作品で参加する話数が多い。『劇場版 空の境界 第五章 矛盾螺旋』では終盤の両儀式と荒耶宗蓮の最終決戦の原画を担当し、高い評価を得ている。また、『劇場版 空の境界 第七章 殺人考察（後）』では全カット数の1割に当たる150カットの原画を一人で担当している。

## 作品リスト

### テレビアニメ
1995年
- バーチャファイター - 動画（8話、13話）

1997年
- こどものおもちゃ（-1998年） - 原画（61話、68話、75話、82話、88話、100話）
- 白鯨伝説 - 原画（15話）

1998年
- アキハバラ電脳組 - 原画（3話）
- アニメ 男はつらいよ〜寅次郎忘れな草〜 - 原画
- タッチ Miss Lonely Yesterday あれから君は… - 原画

1999年
- スーパードール★リカちゃん - 原画（18話）
- Bビーダマン爆外伝V - 原画
- ごぞんじ!月光仮面くん - 原画（13話）

2000年
- HUNTER×HUNTER - 原画（12話、21話、39話）
- 銀装騎攻オーディアン - 原画（1話）
- 人造人間キカイダー THE ANIMATION - 原画（5話、10話）
- アルジェントソーマ - 原画（6話）
- ゲートキーパーズ - 原画（23話）

2001年
- Cosmic Baton Girl コメットさん☆ - 原画（1話、6話、11話、26話）
- マジンカイザー - 原画（1話）

2002年
- フルメタル・パニック! - 原画（1話）
- ヴァイスクロイツ グリーエン - プロップデザイン
- 爆転シュート ベイブレード 2002 - メカニックデザイン、原画（15話）
- サイボーグ009 THE CYBORG SOLDIER - 原画（49話）

2003年
- 爆転シュート ベイブレード Gレボリューション - メカニックデザイン、原画（第1期OP、第2期OP、第2期ED、5話、12話、17話、18話、22話、28話、38話、42話、52話）
- 住めば都のコスモス荘 すっとこ大戦ドッコイダー - 原画（OP、2話、7話、11話、12話）
- マーメイドメロディー ぴちぴちピッチ - 原画（第2期OP）

2004年
- B-伝説! バトルビーダマン - メカニックデザイン、原画（OP、1話、9話、15話、21話、26話、29話、30話、34話）
- 爆裂天使 - 原画（OP）
- パンダーゼット THE ROBONIMATION - オープニングアニメーション
- ニニンがシノブ伝 - 原画（OP、5話、6話、7話、11話、12話）

2005年
- フタコイ オルタナティブ - 原画（OP、1話、2話、7話、13話）
- B-伝説!バトルビーダマン 炎魂 - メカニックデザイン、原画（第1期OP、第2期OP）

2006年
- 爆球Hit! クラッシュビーダマン - キャラクターデザイン（金相国と共同）- 作画監督（50話）、原画（OP、第2期ED、第3期ED、45話）
- コヨーテラグタイムショー - 原画（OP、1話、2話、3話、6話、11話、12話）

2007年
- がくえんゆーとぴあ まなびストレート! - 作画監督協力（8話）、原画（OP、1話、2話、3話、5話、7話、9話、10話、11話、12話）

2011年
- Fate/Zero（-2012年） - 原画（第2期OP、1話、2話、3話、4話、5話、8話、9話、11話、14話、16話、19話、21話、23話）、第二原画（24話）

2014年
- テイルズ オブ ゼステリア 〜導師の夜明け〜 - 原画
- Fate/stay night [Unlimited Blade Works]（-2015年） -原画（第1期OP、第2期OP、0話、2話、3話、7話、10話、12話、14話、15話、20話、23話、25話）、第二原画（1話）

2015年
- GOD EATER - 第2原画（3話、11話）

2016年
- テイルズ オブ ゼスティリア ザ クロス（-2017年） - 原画（第1期OP、第2期OP、第2期ED、0話、2話、3話、4話、5話、6話、9話、11話、12話、15話、16話、19話、20話、22話、23話）、第二原画（24話）

2017年
-  Fate/Grand Order×氷室の天地 〜7人の最強偉人篇〜 - 原画
- 活撃 刀剣乱舞 - 剣戟アニメーター（小船井充・國弘昌之と共同）、原画（OP、1話、2話、4話、5話、7話、12話、13話）

2018年
- アイドリッシュセブン - 原画（7話）
- ロード・エルメロイII世の事件簿 -魔眼蒐集列車 Grace note- - 原画（0話）

2019年
- 鬼滅の刃 - 原画（OP、ED、1話、3話、4話、13話、17話、18話、19話、26話）、第二原画（14話、22話）

2021年
- 鬼滅の刃 無限列車編 - 原画（OP1、ED1）
- 鬼滅の刃 遊郭編（-2022年）  - 原画（OP1、1話、6話、9話、10話）、第二原画（11話）

2023年
- 鬼滅の刃 刀鍛冶の里編（2023年） - 原画

### 劇場アニメ
1994年
- 平成狸合戦ぽんぽこ - 動画

1995年
- ルパン三世 くたばれ!ノストラダムス - 動画
- 耳をすませば - 動画

1999年
- スーパードール★リカちゃん リカちゃん絶体絶命!ドールナイツの奇跡 - 原画

2002年
- 爆転シュート ベイブレード THE MOVIE 激闘!!タカオVS大地 - メカニックデザイン、原画

2007年
- ジーニアス・パーティ BABY BLUE - 原画
- 劇場版 空の境界（-2010年） - 監督補佐（4章）、原画（全8章）、作画監督協力（4章）、原画（1章 - 終章）

2013年
- 魔女っこ姉妹のヨヨとネネ - 原画
- 劇場版 空の境界 未来福音 - 原画
- 劇場版 空の境界 未来福音 extra chorus - 原画

2017年
- 劇場版 Fate/stay night [Heaven's Feel] Ⅰ.presage flower - 第二原画

2019年
- 劇場版 Fate/stay night [Heaven's Feel] II.lost butterfly - 原画

2020年
- 劇場版 Fate/stay night [Heaven's Feel] Ⅲ.spring song - 原画
- 劇場版 鬼滅の刃 無限列車編 - 原画

### OVA
- 真ゲッターロボ 世界最後の日（1998年 – 1999年） - 原画（1話、2話、6話、7話、11話、12話、13話）
- 真ゲッターロボ対ネオゲッターロボ（2000年 - 2001年） - 原画（OP、4話）
- 蒼い海のトリスティア（2004年） - 原画
- トリコ JSAT2009版（2009年） - 原画
- テイルズ オブ シンフォニア THE ANIMATION シルヴァラント編（2007年） - 原画（2巻、3巻）
- GOD EATERプロモーションアニメ（2009年） - 第2原画
- ギョ（2009年） - 原画
- テイルズ オブ シンフォニア THE ANIMATION テセアラ編（2010年） - 原画（OP）
- テイルズ オブ シンフォニア THE ANIMATION 世界統合編（2011年 - 2012年） - 原画（OP、3巻）

### ゲーム
2006年
- 魔界戦記ディスガイア2 - デモ原画

2007年
- ドラゴンシャドウスペル - 原画

2008年
- 魔界戦記ディスガイア3 - 原画

2011年
- ブラック★ロックシューター THE GAME - 原画
- テイルズ オブ エクシリア - 原画

2012年
- テイルズ オブ エクシリア2 - 原画

2016年
- テイルズ オブ ベルセリア - 原画

2019年
- CODE VEIN - 原画

2021年
- 月姫 -A piece of blue glass moon- - 原画
- テイルズ オブ アライズ - 原画